# Kenneth Robinson (homme politique britannique)
Pour les articles homonymes, voir Ken Robinson.
Kenneth Robinson (19 mars 1911 - 16 février 1996) est un homme politique travailliste britannique qui est ministre de la Santé dans le premier gouvernement de Harold Wilson, de 1964 à 1968, lorsque le poste est fusionné avec le nouveau titre de secrétaire d'État aux services sociaux. 

## Jeunesse
Fils du Dr Clarence Robinson et d'une infirmière, Ethel Marion Linell, Kenneth Robinson est né le 19 mars 1911 à Warrington, dans le nord-ouest de l'Angleterre et fait ses études à la Malsis School dans le North Yorkshire, avant de fréquenter Oundle School jusqu'à la mort de son père, alors qu'il n'a que 15 ans. Après que sa mère l'ait retiré de l'école pour des raisons de coût, il travaille comme écrivain, Courtier d'assurances et secrétaire d'entreprise . Il rejoint la Royal Navy pendant la Seconde Guerre mondiale en tant que marin ordinaire, devient officier en 1942 et promu lieutenant-commandant en 1944. Il sert sur HMS King George V L'éducation de Robinson est remarquable en ce sens qu'il n'a reçu aucune éducation supplémentaire après l'âge de 15 ans et est entièrement autodidacte. 

## Carrière politique
Robinson est conseiller d'arrondissement de St Pancras de 1945 à 1949. Il est élu à la Chambre des communes comme député de St. Pancras Nord lors d'une élection partielle en 1949 . Il est whip adjoint du gouvernement de 1950 à 1951. Il rejoint le cabinet et est nommé conseiller privé en 1964. Il supervise l'interdiction de la publicité télévisée sur les cigarettes et la réintroduction des frais d'ordonnance. Lorsque son poste de ministre de la Santé est aboli en 1968, Robinson est nommé ministre de la Planification et des Terres, mais ce poste est supprimé un an plus tard. Robinson quitte le Parlement en 1970. 
Robinson est probablement l'un des ministres de la Santé les plus respectés du Royaume-Uni. Il mène des négociations difficiles sur la charte des généralistes en 1965. John Horde déclare à propos du rôle de Robinson en tant que ministre de la Santé: "Kenneth a apporté à cette crise un esprit bien préparé et le calme, la considération et la personnalité que nous connaissons tous." . Robinson publie le premier document consultatif sur la réorganisation et la nécessité d'une réforme administrative du système national de santé . 

### Opposition à la scientologie dans les années 1960
Robinson est le premier président de l'Association nationale de la santé mentale (maintenant connue sous le nom de Mind). Son intérêt pour les problèmes de santé mentale le met en conflit avec l'Église de scientologie, considérée comme ayant des opinions controversées sur la santé mentale. En tant que ministre, il déclare à la Chambre des communes qu'il est convaincu que «la Scientologie est socialement nuisible». Robinson déclare qu'il y a une «grave préoccupation» parmi les autorités locales à l'époque au sujet de la Scientologie et de ses effets potentiels sur la ville d'East Grinstead . Robinson déclare en 1968 à la Chambre des communes que la Scientologie est: "un culte pseudo-philosophique" . Le Time Magazine cite Robinson comme déclarant: que l'Église de scientologie est: «socialement nuisible… une menace potentielle pour la personnalité» et «un grave danger pour la santé» . Dans ce discours, Robinson se réfère au rapport Anderson, et cite des preuves supplémentaires de la raison pour laquelle le groupe devrait être considéré comme une secte, et déclare qu'il y a des preuves que des enfants sont endoctrinés  . Robinson annonce qu'une série de mesures seraient prises contre la Scientologie en Grande-Bretagne . 
En 1968, l'Église de scientologie commence à publier des articles de nature diffamatoire envers Robinson. Finalement, Robinson poursuit l'Église de Scientologie de Californie et L. Ron Hubbard pour diffamation. L'affaire passe devant le juge Ackner et est intitulée: Robinson contre Church of Scientology of California and Others. Cela aboutit à un règlement entre les parties en juin 1973, où l'Église de Scientologie reconnait qu'il n'y a aucune vérité dans les allégations publiées, et présente ses excuses à Robinson avec une "somme substantielle pour marquer la gravité des diffamations" .

### Appui aux réformes des lois
Robinson soutient la réforme des lois régissant le suicide en Angleterre et au Pays de Galles (qui était une infraction criminelle à l'époque) et en 1958 dépose une motion à la Chambre des communes. Malgré l'opposition du ministre de l'Intérieur conservateur de l'époque, Rab Butler, la motion de Robinson obtient le soutien de plus de 150 collègues députés en quelques jours. Cependant, les vues de Robinson sur le sujet étaient beaucoup plus en phase avec les temps changeants et il était soutenu dans sa campagne par des organismes aussi divers que l'Église d'Angleterre, l'Association des magistrats et la British Medical Association. Même le journal respecté Times publie un éditorial en 1958 qui proclame «La tentative de suicide semble être devenue punissable en Angleterre presque par accident», quand il note que le suicide n'est pas une infraction pénale en Écosse. La loi concernant le suicide en tant qu'infraction pénale en Angleterre et au Pays de Galles est abrogée en 1961 . 
Il est également militant pour la réforme du droit homosexuel et membre du comité exécutif de la Homosexual Law Reform Society. En juin 1960, il introduit le premier débat à grande échelle à la Chambre des communes sur les propositions du rapport Wolfenden visant à mettre fin à la loi qui criminalisait les rapports sexuels consentis entre hommes en privé. Il a également présenté un projet de loi en 1961 pour légaliser l'avortement. Son projet de loi échoue, mais Robinson est ministre de la Santé en 1967 lorsque la loi sur l' avortement de 1967 est entrée en vigueur . En 1967, Robinson annonce l'intention du gouvernement britannique de limiter les formes de publicité promotionnelle pour les cigarettes et les programmes de coupons de cigarettes . Hilton le décrit comme "un critique persistant du Parti travailliste de l'industrie du tabac" . Robinson contribue à la mise en place de la loi de 1968 sur les services de santé et la santé publique, qui fait du service d'aide à domicile pour les personnes âgées un mandat du gouvernement, plutôt qu'une possibilité . Robinson est favorable aux hôpitaux volontaires et aux services de santé, et exprime son encouragement à ces institutions dans un discours à l'Association nationale des ligues d'amis d'hôpital . 
Il a ensuite rejoint le SDP. 

## Autres fonctions
Robinson est président de l'English National Opera de 1972 à 1977, du London Transport Executive du Greater London Council de 1975 à 1978 et de l'Arts Council of Great Britain de 1977 à 1982. 
Il est fait chevalier en avril 1983 pour ses services aux arts. Robinson est décédé à Londres le 16 février 1996. 
Robinson a écrit une biographie de Wilkie Collins (1951) et un guide pour les jeunes sur le Parlement, Look At Parliament (1962).